# مارك وماك
مارك وماك (بالإنجليزية: Mark Womack)‏ هو ممثل بريطاني، ولد في 9 يناير 1961 بليفربول في المملكة المتحدة.

## وصلات خارجية
- مارك وماك على موقع IMDb (الإنجليزية)
- مارك وماك على موقع قاعدة بيانات الفيلم (الإنجليزية)